# Кремлёвская площадь (Вологда)
Кремлёвская пло́щадь — площадь в Вологде, расположенная рядом с Архиерейским двором, также называемым Вологодским кремлём и Соборной горкой.

## История
Изначально мостовая Кремлёвской площади была деревянная. В 1947 году к 800-летию города вместо старой мостовой на площади была уложена новая каменная. Были восстановлены оба бульвара, а в центре сделан газон. В 1957 году мостовая на площади была покрыта асфальтом. В середине 1970-х через площадь закрыто движение транспорта.
В 1960-м году, к юбилейной выставке промышленности Вологодской области, рядом с церковью Александра Невского был построен стеклянный павильон «Машиностроение и транспорт» (стеклянный), который через несколько лет был разобран.
В 2006 году была начата реконструкция площади, законченная в 2007 году. Площадь была выложена плиткой, а газон в центре, на котором росли ели, убран. Площадь стала пешеходной.
Летом 2025 года началась новая реконструкция площади. Проект предусматривает обновление коммуникаций и смену плитки, появление на площади ярмарочных домиков, декоративных чугунных люков и гранитных клумб в форме кремлёвских стен, а также установку трёх стереоскопов с видом на Вологодский кремль. Губернатор Георгий Филимонов также заявил, что ко Дню народного единства на площади будет установлен девятиметровый памятник Ивану Грозному.

## Галерея

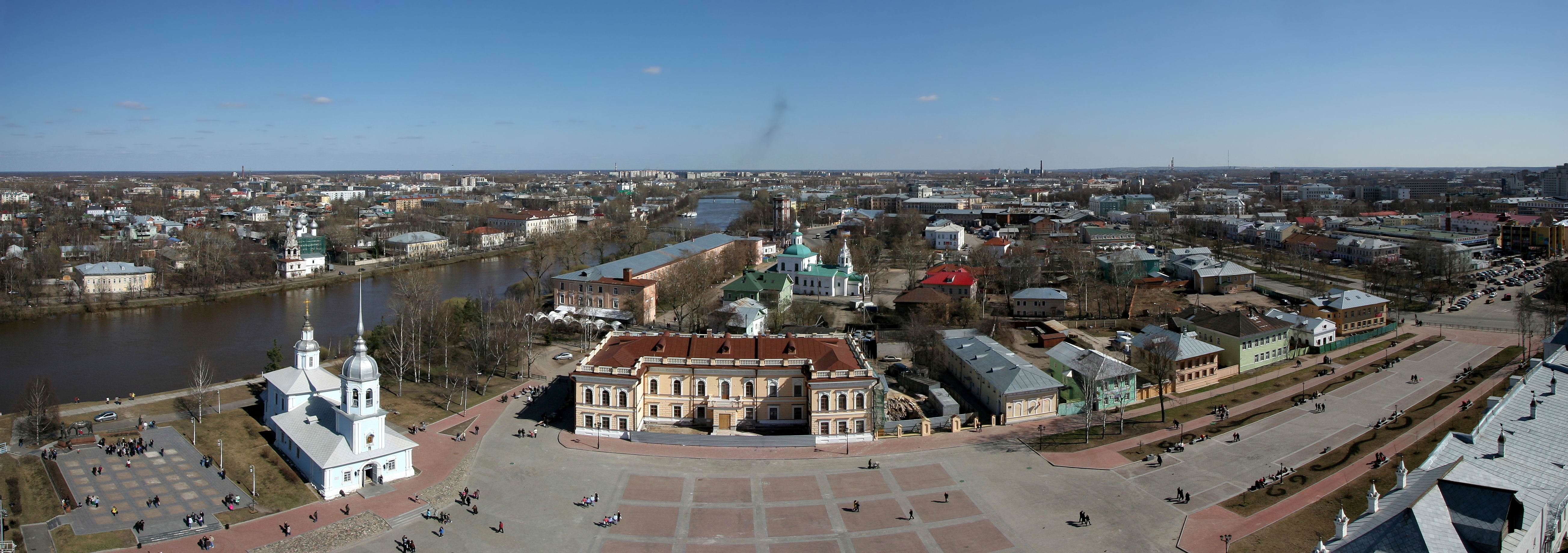
Вид на Кремлёвскую площадь с колокольни Софийского собора